# Эббот, Джон Джозеф Колдуэлл
Джон Джо́зеф Ко́лдуэлл Э́ббот (англ. Sir John Joseph Caldwell Abbott, 12 марта 1821, Сент-Эндрюс — 30 октября 1893, Монреаль) — политический деятель Канады, юрист и бизнесмен.

## Биография
Джозеф Колдуэлл родился в Сент-Эндрюсе, округ Аржантёй, в семье преподобного Иосифа Эббота, который был первым англиканским священником в Сент-Эндрюсе. Джохеф Колдуэлл получил юридическое образование в родном городе и продолжил обучение в Университете Макгилла, Монреаль, где изучал право. В 1849 году подписал Манифест монреальской аннексии, призывая Канаду присоединиться к США. В 1859 году он был избран представителем от округа Аржантёй в Палату общин Канады и представлял свой округ до объединения провинций. В течение краткого периода работал генеральным солиситором в администрации Сандфилда Макдональда-Сикотта.
С 12 мая 1887 по 30 октября 1893 является сенатором. В том же 1887 году был избран на пост мэра Монреаля. Джозеф Колдуэлл принимал участие в развитии нескольких железнодорожных проектов, в том числе Канадской Тихоокеанской железной дороги (занимал пост президента). Был третьим премьер-министром Канады (16 июня 1891 — 24 ноября 1892).

## Ранний период жизни
Эббот родился в Сент-Эндрюсе, Нижняя Канада (ныне Сент-Андре-д’Аржантей, Квебек). В 1849 году Эббот женился на Мэри Марте Бетьюн (1823—1898), родственнице доктора Нормана Бетьюна, дочери англиканского священника и исполняющего обязанности президента Макгилла Джона Бетьюна и внучке Пресвитерианского священника Джона Бетьюна. У супругов было четыре сына и четыре дочери, многие из которых умерли, не оставив потомства. Их старший сын Уильям Эббот женился на дочери полковника Джона Гамильтона Грея, отца Конфедерации и премьера Острова Принца Эдуарда. Прямые потомки Эббота и Гамильтона Грея включают Джона Кимбла Гамильтона («Ким») Эбботта, политического комментатора и лоббиста и пилота Королевских ВВС Канады Второй мировой войны в печально известной «эскадрилье демонов». Эббот также был прадедом канадского актёра Кристофера Пламмера и двоюродным братом Мод Эббот, одной из первых женщин-выпускников медицинских вузов Канады и экспертом по врожденным порокам сердца.

## Юридическая карьера
Эббот окончил колледж Макгилла (ныне университет Макгилла) как бакалавр гражданского права в Монреале в 1847 году, а в том же году был посвящён в масонскую ложу Святого Павла, № 374, E. R., в Монреале. В 1867 он году получил степень доктора гражданского права (DCL). Большая часть его юридической практики была связана с корпоративным правом, однако, самым знаменитым его делом была защита сначала четырнадцати, а затем, после освобождения и ареста, четырёх из тех четырнадцати агентов Конфедерации, которые совершили налет на Сент-Олбанс, штат Вермонт, с канадской территории во время Гражданской войны в США. Эбботт успешно доказывал, что конфедераты были воюющими сторонами, а не преступниками, и поэтому не должны быть экстрадированы. Этот эпизод приблизил канадско-американскую напряжённость к вооруженному конфликту. Эбботт считался самым успешным юристом в Канаде в течение многих лет, если судить по его профессиональному доходу. Он начал читать лекции по коммерческому и уголовному праву в Макгилле в 1853 году, а в 1855 году он стал профессором и деканом юридического факультета, где Уилфрид Лорье, будущий премьер-министр Канады, был среди его студентов. Он оставался в этой должности до 1880 года. В 1862 году он был назначен королевским адвокатом. Выйдя в отставку, его назначили почётным профессором университета, а в 1881 году — членом Совета управляющих.

## Политика
См. также: Избирательная история Джона Эбботта

### Раннее участие
В 1849 году он подписал Монреальский манифест о присоединении, призывающий Канаду присоединиться к Соединенным Штатам, о чём позже сожалел как о юношеской ошибке. В конце концов, он присоединился к лояльной Оранжевой ложе Британской Северной Америки, известной как пробританская организация. Эббот впервые баллотировался в Законодательное Собрание Канады в 1857 году в округе Аржантей—Папино—Мирабель, к северо-западу от Монреаля. Потерпев поражение, он оспорил результаты выборов на основании нарушений избирательного списка и в конечном итоге получил место в 1860 году. С 1862 по 1863 год он был генеральным адвокатом Нижней Канады (Квебек), представляя либеральную администрацию Джона Макдональда и Луи Сикотта. Он неохотно поддержал канадскую конфедерацию, опасаясь сокращения политической власти англоговорящего меньшинства Нижней Канады. В 1865 году он превратился в консерватора. Его предложение о защите избирательных границ 12 английских избирательных округов Квебека было в конечном итоге включено в закон о Британской Северной Америке 1867 года.